# Karin Dzionara
Karin Dzionara-Derda (* 18. Mai 1960 in Hannover) ist eine deutsche Journalistin und Autorin.

## Werdegang
Karin Dzionara studierte Germanistik, Geschichte und Philosophie an der Universität Hannover und schloss das Studium mit einer Arbeit über Thomas Mann und der Ersten Staatsprüfung ab. Sie volontierte bei der Hannoverschen Allgemeinen Zeitung (HAZ), arbeitete u. a. dort als Redakteurin und war mehr als 20 Jahre redaktionell verantwortlich für das Theatermagazin Spielzeit, das in Zusammenarbeit mit dem Niedersächsischen Staatstheater als Beilage in der HAZ und der Neuen Presse erscheint. Sie schreibt für verschiedene Zeitungen und Hörfunkanstalten, unter anderem regelmäßig für den Norddeutschen Rundfunk im Programm-Bereich Kultur – Kunst und Kulturjournalismus in der Abteilung Religion und Gesellschaft in Hannover mit dem Themenschwerpunkt Kunst und Kirche.
Im Jahr 2009 wurde sie mit dem 11. Kurhessischen Medienpreis für ihr Hörfunkfeature Der Himmel klingt auch evangelisch. Zur Theologie in der Musik von Olivier Messiaen ausgezeichnet, den die Evangelische Kirche von Kurhessen-Waldeck regelmäßig vergibt. Sie arbeitete mit an der Konzeption und als Autorin für das Magazin Jes. Das katholische Magazin, das vom Bistum Hildesheim im Umfeld des Bistumsjubiläums 2015 herausgegeben wurde. Im Auftrag der Landeshauptstadt Hannover erarbeitete sie zwei Werkstattberichte zum Kultur- und Theaterstandort Hannover.
Ihr Reiselesebuch Reformation entdecken. Zwischen Heide, Harz und Leine erschien im Rahmen des Reformationsjubiläums 2017 im Sandstein-Verlag als Begleitband zur Niedersächsischen Landesausstellung Im Aufbruch. Reformation 1517–1617, die vom 7. Mai bis 19. November 2017 im Braunschweigischen Landesmuseum in Kooperation mit den Evangelischen Landeskirchen in Braunschweig und Hannover gezeigt wurde.
Dzionara ist verheiratet mit dem Historiker Hans-Jürgen Derda, lebt in Hildesheim und hat einen Sohn.

## Schriften (Auswahl)
- Jedes Kunstwerk ein eigener Kosmos. In: Reformationsfenster. Das Kirchenfenster von Markus Lüpertz für die Marktkirche Hannover. Herausgegeben von der Marktkirche Hannover – St. Georgii et Jacobi, Hannover 2023, S. 19–23.
- Bilderbücher des Glaubens. In: Reformationsfenster Marktkirche Hannover. Hrsg. von der Marktkirche Hannover – St. Georgii et Jacobi. Hannover 2020, S. 14–21.
- Reformation entdecken: Zwischen Heide, Harz und Leine. Ein Reise-Lese-Buch (= Kleine Reihe des Braunschweigischen Landesmuseums. Band 9). Hrsg. von Uta Hirschler und Heike Köhler. Sandstein Verlag, Dresden 2017, ISBN 978-3-95498-292-9.
- Hannover ist Kultur: #05 Theater – Werkstattbericht Theaterstandort Hannover. Hrsg. von der Landeshauptstadt Hannover, Kultur- und Schuldezernat (Marlis Drevermann, Kultur- und Schuldezernentin). Hannover 2015.
- Hannover ist Kultur: #07 Kleinkunst – Werkstattbericht Kabarett & Kleinkunst. Hrsg. von der Landeshauptstadt Hannover, Kultur- und Schuldezernat (Marlis Drevermann, Kultur- und Schuldezernentin). Hannover 2015.
- Der Garten im Alten Ägypten, in: Hans Sarkowicz (Hrsg.): Kulturgeschichte der Gärten und Parks, Frankfurt am Main: Insel Verlag, 1998, S. 25–37. (ISBN 978-3-458-16897-3)
- Mit Pfeil und Bogen zum Rekord. Der Sport in den frühen Hochkulturen, in: Hans Sarkowicz (Hrsg.): Schneller, höher, weiter. Eine Geschichte des Sports, Frankfurt am Main: Insel Verlag 1996, S. 13–26. (ISBN 978-3-458-16809-6)